# 盧克歐特 (加利福尼亞州)
盧克歐特（英語：Lookout）是位於美國加利福尼亞州莫多克縣的一個人口普查指定地區。

## 地理
盧克歐特的座標為41°12′29″N 120°09′19″W / 41.20806°N 120.15528°W，而該地最高點為海拔高度1263米（即4144英尺）。

## 人口
根據2010年美國人口普查的數據，盧克歐特的面積為14.123平方千米，當中陸地面積為13.816平方千米，而水域面積為0.307平方千米。當地共有人口84人，而人口密度為每平方千米5人。